# 武志島
武志島（むしじま）は、瀬戸内海のほぼ中央、来島海峡に位置する小島。無人島。愛媛県今治市に属する。

## 概要
面積0.07km2の小島で、瀬戸内海国立公園の区域に含まれる。西に馬島、中渡島、北東に小武志島、毛無島がある。

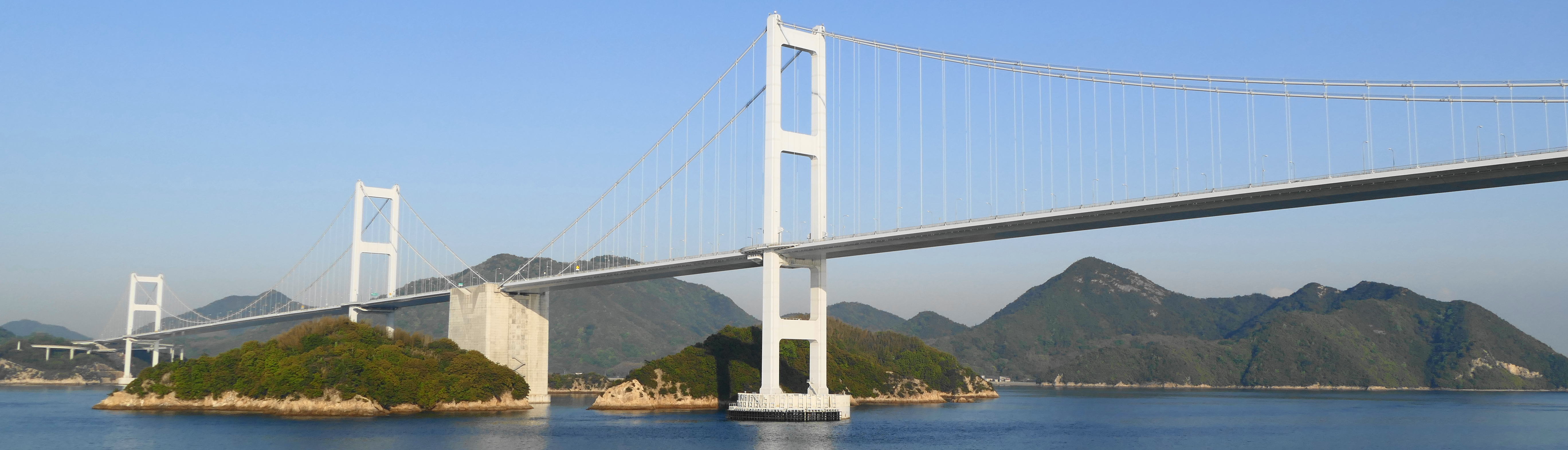
左：小武志島、中央：武志島

中世の古文書に「務司島」の名を目にすることができる。付近の中渡島や小武志島、毛無島とともに村上水軍の砦が築かれていた。
明治から大正にかけて、モモの栽培が試みられたことがあったが、現在は無人島となっている。武志島と小武志島との間には来島海峡大橋の橋脚が屹立している。
定期航路等はない。島全体が個人の所有物となっている